# Boris Dvornik
Boris Dvornik, hrvaški igralec, *16. april 1939, Split, † 24. marec 2008, Split, Dalmacija.
Debitiral je že leta 1960 v filmu Deveti krog režiserja Franceta Štiglica. Igral je v več kot štiridesetih filmih in nadaljevankah, v veliko gledaliških predstavah ter tudi v operetah (Mala Floramye Iva Tijardovića in Netopir Johanna Straussa).

## Življenje
Rodil se je v Splitu, v družini gozdnega delavca. Svoj talent za igranje je odkril v otroštvu, ko je nastopal v otroških predstavah. Šolal se je za električarja, vendar se je takoj po opravljeni šoli preusmeril in iskal možnosti da se usmeri v igralski poklic. Vpisal se je v srednjo igralsko šolo v Novem sadu in študij nadaljeval na Akademiji dramske umetnosti Univerze v Zagrebu, kjer je sodeloval na več avdicijah za igralce v filmih. Prav filmi so kasneje pomembno vplivali na njegov kasnejši igralski razvoj in uspeh.

## Igranje v filmih
Slovenski režiser France Štiglic je leta 1960 potreboval igralca za glavno vlogo v filmu Deveti krog, opazil je velik igralski talent in primerno podobo ter mladost Borisa Dvornika. Izbral ga je za glavno vlogo študenta Iva Vojnovića, kateri se poroči z mlado Židinjo da bi jo rešil pred nacisti in taboriščem. Svojo vlogo je mladi Dvornik odlično odigral, film pa je doživel velik uspeh v takratni Jugoslaviji in tujini. Film je bil celo nominiran za Oskarja- med tujejezičnimi filmi. Dvornik je takrat stopil v prvo vrsto najboljših igralcev Jugoslovanskega filma, kot so bili, Bata Živojinović, Milena Dravić, Ljubiša Samardžić in nekateri drugi. Po tem uspešnem debiju je nekaj let igral v komičnih vlogah. Po letu 1966 je Dvornik pričel nastopati v filmih s tematiko iz NOB. Leta 1969 je na festivalu v Puli za film režiserja Antuna Vrdoljaka Kad čuješ zvona prejel nagrado zlato areno. Nastopil je tudi v nekaj kratkih filmih, posebno slavo pa je doživel v TV-nadaljevankah Naše malo misto, Velo misto, Kapelski kresovi. Vedno pa je rad nastopal v Narodnem gledališču v Splitu.
Po osamosvojitvi Hrvaške je bil poslanec prvega sklica parlamenta (saborja). Za svoje delo je prejel več nagrad.
Njegova sinova Dino Dvornik in Dean Dvornik sta znana hrvaška pop glasbenika

## Vloge v televizijskih nadaljevankah
- Ponos Ratkajevih kot Branko (2008)
- Viza za budućnost kot Vinko Uskok (2002-2004)
- Bolji život kot Lujo Lukšić (1987-1991)
- Neuništivi (1990)
- Zagrljaj (1988)
- Putovanje u Vučjak kot Dula Boroš (1986)
- Hokejaši kot Roko Prč (1986)
- Velo misto kot Meštar (1981)
- Užička Republika (1976)
- Čovik i po - kot Vice (1974)
- Kapelski kresovi kot Dimnjačar (1974)
- Ča smo na ovom svitu (1973)
- Obraz uz obraz kot Boris (1973)
- Naše malo misto kot Roko Prč (1970-1971)
- Letovi koji se pamte - kot Doktor (1967)

## Filmske vloge
- Balada o Šarku (2005)
- Duga mračna noć kot Luka Kolar (2004)
- Doktor ludosti kot prolaznik (2003)
- Posljednja volja kot Jure (2001)
- Transatlantik (1998)
- Kanjon opasnih igara kot Frane (1998)
- Nausikaja (1996)
- Tajna starog mlina (1991)
- Karneval, anđeo i prah (1990)
- Špijun na štiklama kot Božur (1988)
- Tesna koža 2 kot Vujo (1987)
- Marjuča ili smrt (1987)
- Tempi di Guerra (1987)
- Od petka do petka (1985)
- Horvatov izbor (1985)
- Tajna starog tavana kot Šime (1984)
- Pismo-Glava kot Bajin brat (1983)
- Servantes iz Malog Mista kot Roko Prč (1982)
- Moj tata na određeno vrijeme kot Bora (1982)
- Kiklop (1982)
- Vreme, vodi kot Žika (1980)
- Povratak kot barba Frane (1979)
- Roko i Cicibela kot Roko (1978)
- Vučari Donje i Gornje Polače (1978)
- Okupacija v 26 slikah kot Vlaho (1978)
- Letači velikog neba (1977)
- Hajdučka vremena kot Dane Desnica (1977)
- Hitler iz našeg sokaka kot Marko (1975)
- Crveni udar kot kapetan avijacije (1974)
- Derviš in smrt kot Hasan Dželavdžija (1974)
- Nož (1974)
- Trag (1974)
- Sutjeska (1973)
- Živjeti od ljubavi kot Medan (1973)
- Tragovi crne djevojke (1972)
- Predgrađe (1972)
- Lov na jelene kot Željo (1972)
- U gori raste zelen bor kot Dikan (1971)
- Opklada (1971)
- Družba Pere Kvržice kot Jozo (1971)
- Bablje leto (1970)
- Život je masovna pojava (1970)
- Ljubav i poneka psovka kot Mate Pivac (1969)
- Bitka na Neretvi kot Stipe (1969)
- Događaj kot lugar (1969)
- Most kot Giuseppe Cavatoni (1969)
- Kad čuješ zvona (1969)
- Kaja, ubit ću te! (1967)
- Winnetou: Oluja na granici (1966)
- Konjuh planinom (1966)
- Čovik od svita (1965)
- Čovik nije tica (1965)
- Među jastrebovima kot Fred (1964)
- Lito vilovito (1964)
- Svanuće (1964)
- Iz oči v oči kot Andrija Mačkić (1963)
- Radopolje (1963)
- Dvostruki obruč kot Krile (1963)
- Zemljaci (1963)
- Da li je umro dobar čovjek? kot Miki (1962)
- Medaljon sa tri srca (1962)
- Prekobrojna (1962)
- Sjenka slave (1962)
- Martin u oblacima kot Martin Barić (1961)
- Deveti krog kot Ivo Vojnović (1960)